# بسدورف
بسدورف (به آلمانی: Besdorf) یک شهر در آلمان است که در اشتاینبورگ واقع شده‌است. بسدورف ۲۴۲ نفر جمعیت دارد.